# ERO
ERO — хорватский пистолет-пулемёт кустарного производства, собиравшийся в Загребе. Принципы работы схожи с израильским пистолетом-пулемётом Uzi, хотя ERO не является его точной копией. Состоит на вооружении полиции и армии Хорватии.